# Kyōsuke Kindaichi

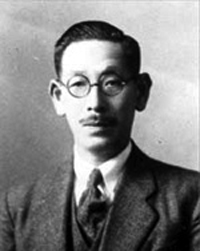
Kyōsuke Kindaichi

Kyōsuke Kindaichi (japonés :金田一 京助, Morioka, prefectura de Iwate, 5 de mayo de 1882-14 de noviembre de 1971) es un lingüista y poeta japonés conocido por dar a conocer muchos yukar, sagas de los ainu. Era padre del lingüista Haruhiko Kindaichi y trabajó en la Universidad de Tokio y la Universidad de Taisho.
Fue amigo de Ishikawa Takuboku y publicó el diccionario Meikai Kokugo Jiten.
- Datos: Q1036885
- Multimedia: Kyōsuke Kindaichi / Q1036885